# Eugen của Thụy Điển
Eugen Napoleon Nicolaus của Thụy Điển (cho đến năm 1905 cũng là Vương tử Na Uy), Công tước xứ Närke (ngày 01 tháng 8 năm 1865 - ngày 17 tháng 8 năm 1947) là một họa sĩ người Thụy Điển, nhà sưu tập nghệ thuật và bảo trợ của các nghệ sĩ.

## Niên thiếu
Eugen được sinh ra tại Cung điện Drottningholm, là con trai thứ tư và trẻ cũng là con út của vua Vương tử Oscar, Công tước xứ Östergötland. Mẹ ông là Sophia xứ Nassau. Lúc mới ra đời ông đã được ban tước hiệu Công tước xứ Närke. Sau khi Công tước xứ Östergötland để kế vị ngai vàng của Thụy Điển và Na Uy, đó là vua Oscar II, Công tước xứ Närke đã trở thành người thứ tư trong danh sách kế vị ngai vàng. Tuy nhiên, ông quan tâm tác bức họa nhiều hơn là chính trị.

## Liên kết
- Royal House of Sweden and Royal House of Norway Lưu trữ ngày 26 tháng 3 năm 2009 tại Wayback Machine